# Brigitte Busschers
Brigitte Busschers es una deportista neerlandesa que compitió en ciclismo en la modalidad de BMX. Ganó una medalla de bronce en el Campeonato Mundial de Ciclismo BMX de 1998.

## Palmarés internacional
| Campeonato Mundial | Campeonato Mundial    | Campeonato Mundial | Campeonato Mundial |
| Año                | Lugar                 | Medalla            | Competición        |
| ------------------ | --------------------- | ------------------ | ------------------ |
| 1998               | Melbourne (Australia) | Medalla de bronce  | Carrera            |